# NNC-711
NNC-711是一种含氮有机化合物，分子式C21H22N2O3，可用作抗惊厥药，通过抑制GAT-1来阻止γ-氨基丁酸再摄取 。